# Perznica
Perznica – rzeka, prawy dopływ Parsęty o długości 26,22 km i powierzchni zlewni 229,27 km².
Rzeka płynie w województwie zachodniopomorskim. Dopływy rzeki stanowią: Łozica, Radusza i Trzebiegoszcz. 
Nazwę Perznica wprowadzono urzędowo w 1948 roku, zastępując poprzednią niemiecką nazwę rzeki – Pirnitz Hüttenfliess.